# Vogt (entreprise)
Pour les articles homonymes, voir Vogt (homonymie).
 (novembre 2018).

Tonne-pompe, logistique et porteurs d'appareils respiratoires

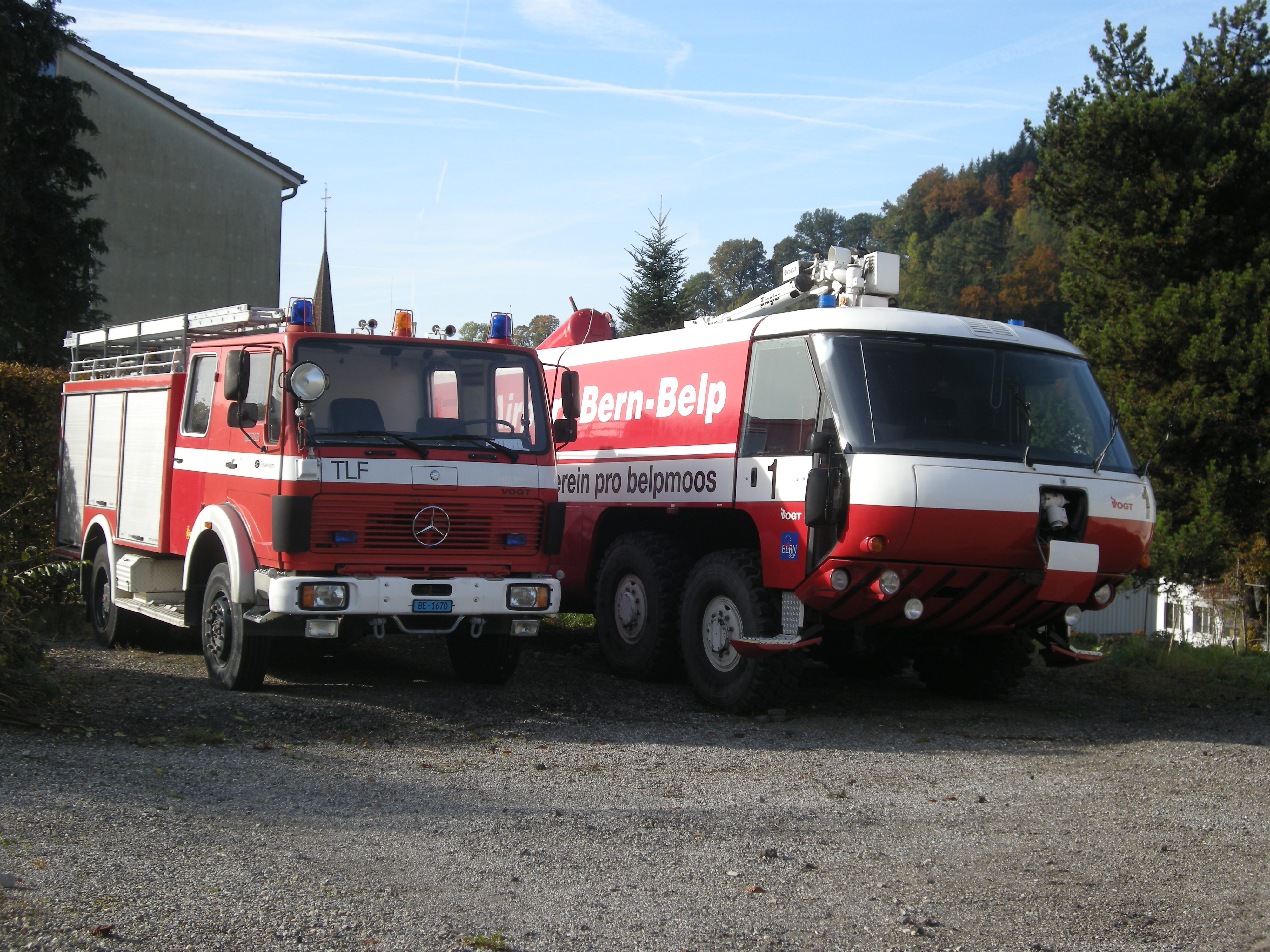
Véhicules de pompiers équipés par Vogt, celui de droite était en service pour l'aéroport international de Berne.

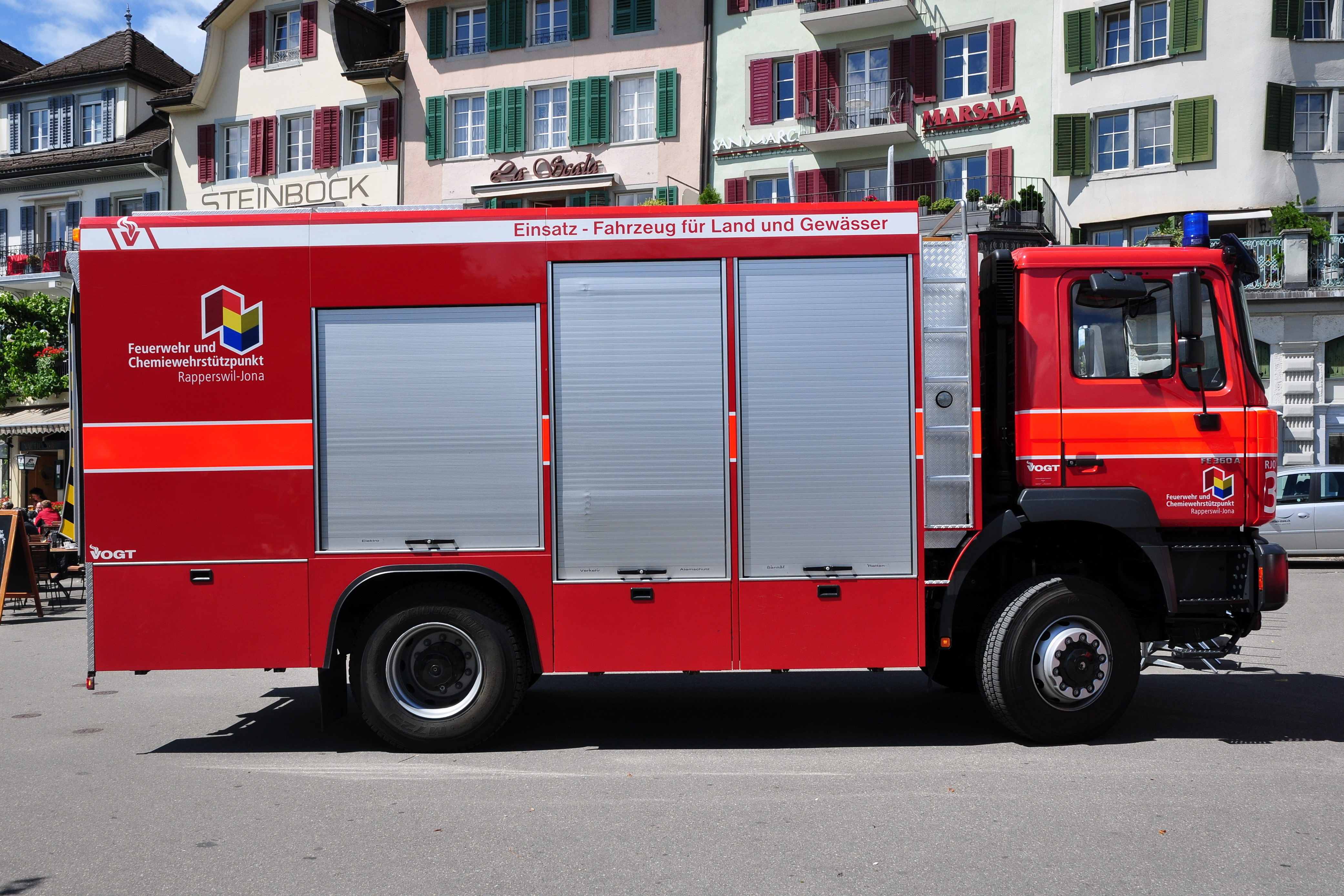
Vogt FE360A

Vogt est une entreprise suisse active dans l'équipement de lutte contre les incendies.

## Description
L'entreprise vend, développe, construit, produit et entretient des produits pour les services d’incendie et de secours. Elle répond aux exigences de chaque client et fabrique également des produits de série : des camions de pompiers aux ventilateurs, en passant par les solutions pour diverses techniques d'extinction. Son directeur actuel est Roland Leuthold.

## Histoire
En 1916, le "Gebrüder Vogt" fonda l'atelier mécanique du même nom à Oberdiessbach. Dans les années 1930, l'entreprise s'était engagée dans la production de matériel de lutte contre l'incendie. En 1932, Vogt lança le premier pulvérisateur de lutte contre l'incendie motorisé et les tuyaux en acier destinés aux pompiers. En 1962, le premier camion de pompiers quitte les ateliers de Vogt. Après cela, la société a continué à développer sa gamme de tonne-pompes motorisées. Dans les années 1990, de grands ventilateurs mobiles ont été ajoutés. En 2001, Vogt a reçu la certification ISO 9001. À partir de 2000, la société produit de plus en plus de véhicules spéciaux pour les opérations aériennes et ferroviaires. Dans le cadre du plan de succession, Artum AG a repris Vogt en 2015.